# 罗豆滨螺
罗豆滨螺（学名：Peasiella roepstorffiana）是玉黍螺科豆滨螺属的一种。

## 分佈
主要分布于越南、中国大陆，常栖息在潮间带。